# 旁氏

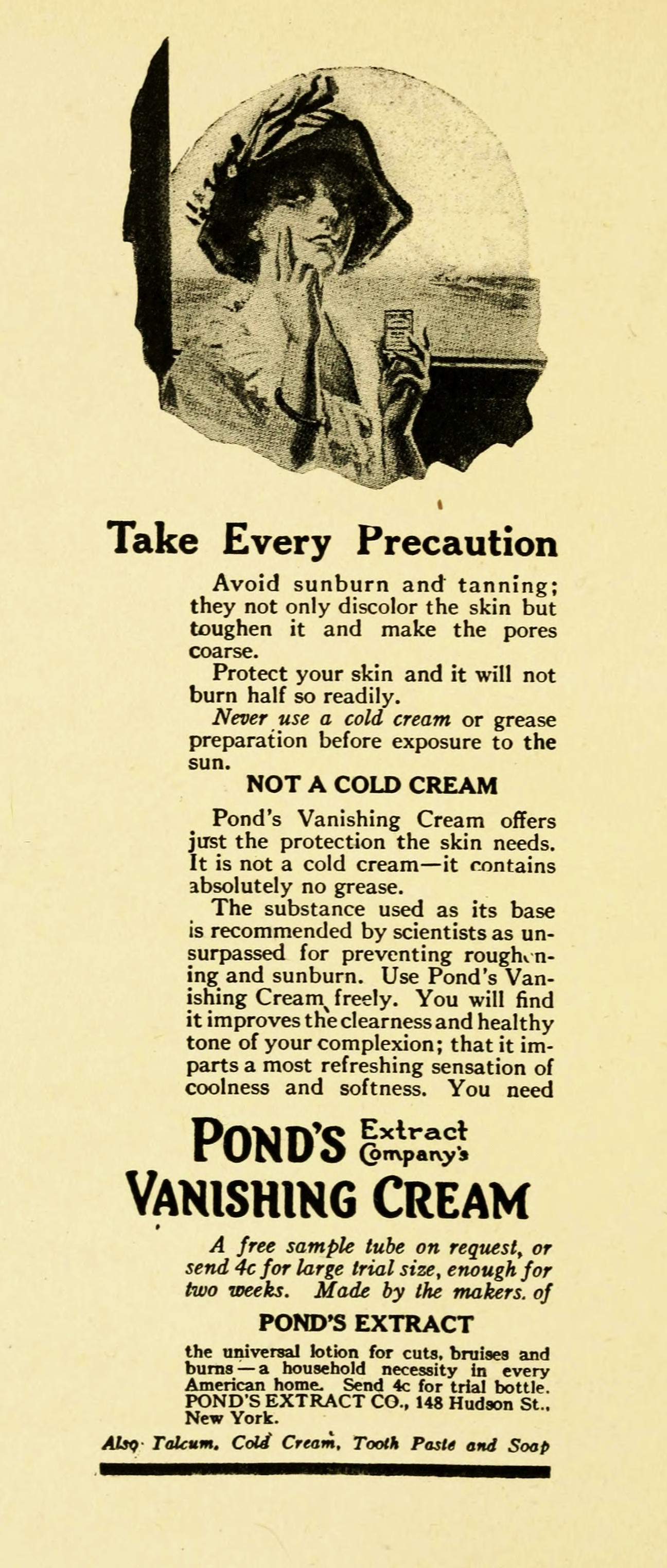
1917年的廣告

旁氏（英語：Pond's），國際知名護膚品品牌，1846年成立，現為聯合利華旗下的子公司。

## 歷史
旁氏的第一款面霜由美國藥劑師塞隆·提爾頓·旁（Theron T. Pond）於1846年發明，T.T.旁公司（T.T. Pond Company）隨之成立。公司的生產線不久後便遷往康涅狄格州，營銷的辦公室則設於紐約市。
1886年開始在美國全國性銷售，時至今日，旁氏冷霜已經風行全球。

### 收購合併
1955年與切斯伯勒制造公司（Chesebrough Manufacturing Company）合併，獲益於切斯伯勒的銷售渠道，旁氏的產品在美國各大超級市場都有出售。
1987年切斯伯勒－旁氏被聯合利華收購，旁氏亦因此走上國際市場。

## 產品
- BB霜
- 洗面乳
- 面部保濕產品
- 卸妝膏

## 外部連結
- Pond's （页面存档备份，存于）
- 中國Pond's
- 旁氏Ponds的新浪微博
- 旁氏美肌會社的Facebook專頁